# Crossandra infundibuliformis
Crossandra infundibuliformis – gatunek rośliny nasiennej z rodziny akantowatych. Pochodzi z Indii i Sri Lanki, jego środowisko naturalne to obszary półtropikalne. W Polsce jest uprawiany jako ozdobna roślina pokojowa.

## Morfologia i biologia
Roślina rozkrzewia się do wysokości 60 cm. Kwitnie od kwietnia do października. Ma bardzo efektowne ciemnozielone, lśniące liście. Są one rozmieszczone parami i mają owalny lub lancetowaty kształt. Trąbkowate kwiaty rośliny osiągają około 5 cm średnicy i zbudowane są z 5 płatków ułożonych w kształcie wachlarza. Najczęściej mają kolor łososiowy, lecz dostępne są także odmiany o kwiatach żółtych, pomarańczowych i czerwonych, wszystkie z żółtym środkiem. Kwiaty zgrupowane są po 2–3 na łodygach mierzących około 10 cm długości.

## Uprawa
Crossandra wymaga ciepła, jasnego, lecz rozproszonego światła oraz wysokiej wilgotności otoczenia. Wiosną starsze rośliny należy przesadzić do płytkich doniczek z ziemią doniczkową. Nadmiernie rozrośnięte okazy można przyciąć o 2/3 objętości. Latem należy podlewać roślinę oszczędnie – tylko tyle, aby lekko nawilżyć podłoże. Woda przeznaczona do nawadniania powinna mieć temperaturę pokojową. Zimą roślina wymaga jedynie śladowych jej ilości. Roślina powinna stać w miejscu dość jasnym, lecz nie bezpośrednio nasłonecznionym, i koniecznie jak najdalej od przeciągów. Latem, jeśli roślina ma zapewnioną wysoką wilgotność otoczenia i nie jest narażona na bezpośrednie nasłonecznienie, toleruje temperaturę około 21 °C. Zimą temperatura nie powinna spadać poniżej 15–18 °C.